# Гуејлин
Гуејлин (пинјин: Guìlín) град је у Кини у покрајини Гуангси. Према процени из 2009. у граду је живело 720.824 становника.

## Географија

### Клима
| Клима (Гуејлин)    | Клима (Гуејлин) | Клима (Гуејлин) | Клима (Гуејлин) | Клима (Гуејлин) | Клима (Гуејлин) | Клима (Гуејлин) | Клима (Гуејлин) | Клима (Гуејлин) | Клима (Гуејлин) | Клима (Гуејлин) | Клима (Гуејлин) | Клима (Гуејлин) | Клима (Гуејлин) |
| Показатељ \ Месец  | .Јан.           | .Феб.           | .Мар.           | .Апр.           | .Мај.           | .Јун.           | .Јул.           | .Авг.           | .Сеп.           | .Окт.           | .Нов.           | .Дец.           | .Год.           |
| ------------------ | --------------- | --------------- | --------------- | --------------- | --------------- | --------------- | --------------- | --------------- | --------------- | --------------- | --------------- | --------------- | --------------- |
| [ тражи се извор ] |                 |                 |                 |                 |                 |                 |                 |                 |                 |                 |                 |                 |                 |

## Становништво
Према процени, у граду је 2009. живело 720.824 становника.
| 1990.   | 2000.   | 2009    |
| ------- | ------- | ------- |
| 394.489 | 554.646 | 720.824 |

- Гуејлин